# Tahal
Tahal er en by og kommune i det sydøstlige Spanien i provinsen Almería. Den har et indbyggertal på 375 (2024) indbyggere.